# Simon Ier de Châteauvillain
Simon Ier de Châteauvillain, ou Simon de Broyes, dit le Jeune, né entre 1179 et 1183 et mort avant janvier 1260, est seigneur de Châteauvillain, Arc-en-Barrois, Baye, Nesle et Villenauxe à la fin du XIIe siècle et au début du XIIIe siècle. Il est le deuxième fils de Hugues III de Broyes et de sa seconde épouse Isabelle de Dreux, d'origine capétienne ce qui fait de lui un cousin des rois de France.
À la mort de son père, son demi-frère aîné, également prénommé Simon, hérite de la seigneurie familiale de Broyes, la plus importante, tandis que Simon le Jeune hérite de celles de Châteauvillain et d'Arc-en-Barrois. Il prend alors le nom de Châteauvillain au détriment de celui de Broyes et prend ses propres armes, formant ainsi une nouvelle maison issue de celle de Broyes.
Lors de la guerre de succession de Champagne, il fait partie des partisans de son cousin Érard de Brienne, mais est excommunié par le pape et vaincu par les armées coalisées de la comtesse de Champagne Blanche de Navarre et du duc Eudes III de Bourgogne et doit se soumettre.
Il meurt avant janvier 1260 et est inhumé dans l'église du prieuré de Vauclair qu'il avait fondé plusieurs décennies auparavant. Il est alors remplacé par son fils Jean Ier.

## Biographie

### Origines
Simon Ier de Châteauvillain est le fils d'Hugues III de Broyes, seigneur de Broyes, Châteauvillain et d'Arc, et de sa seconde épouse Isabelle de Dreux, dame de Baudement, elle-même fille de Robert Ier de Dreux, comte de Dreux et cinquième fils du roi des Francs Louis VI le Gros, et d'Agnès de Baudement, comtesse de Braine,.

Blason de la maison de Broyes, d'azur aux trois broyes d'or.

La maison de Broyes est l'une des plus anciennes et puissantes familles du comté de Champagne, dont elle est vassale. Par le jeu des alliances matrimoniales, Simon Ier de Châteauvillain est cousin germain du roi de France du côté de sa mère ainsi que de des maisons de Brienne et de Montlhéry du côté de son père.

### Compagnon de Jean de Brienne

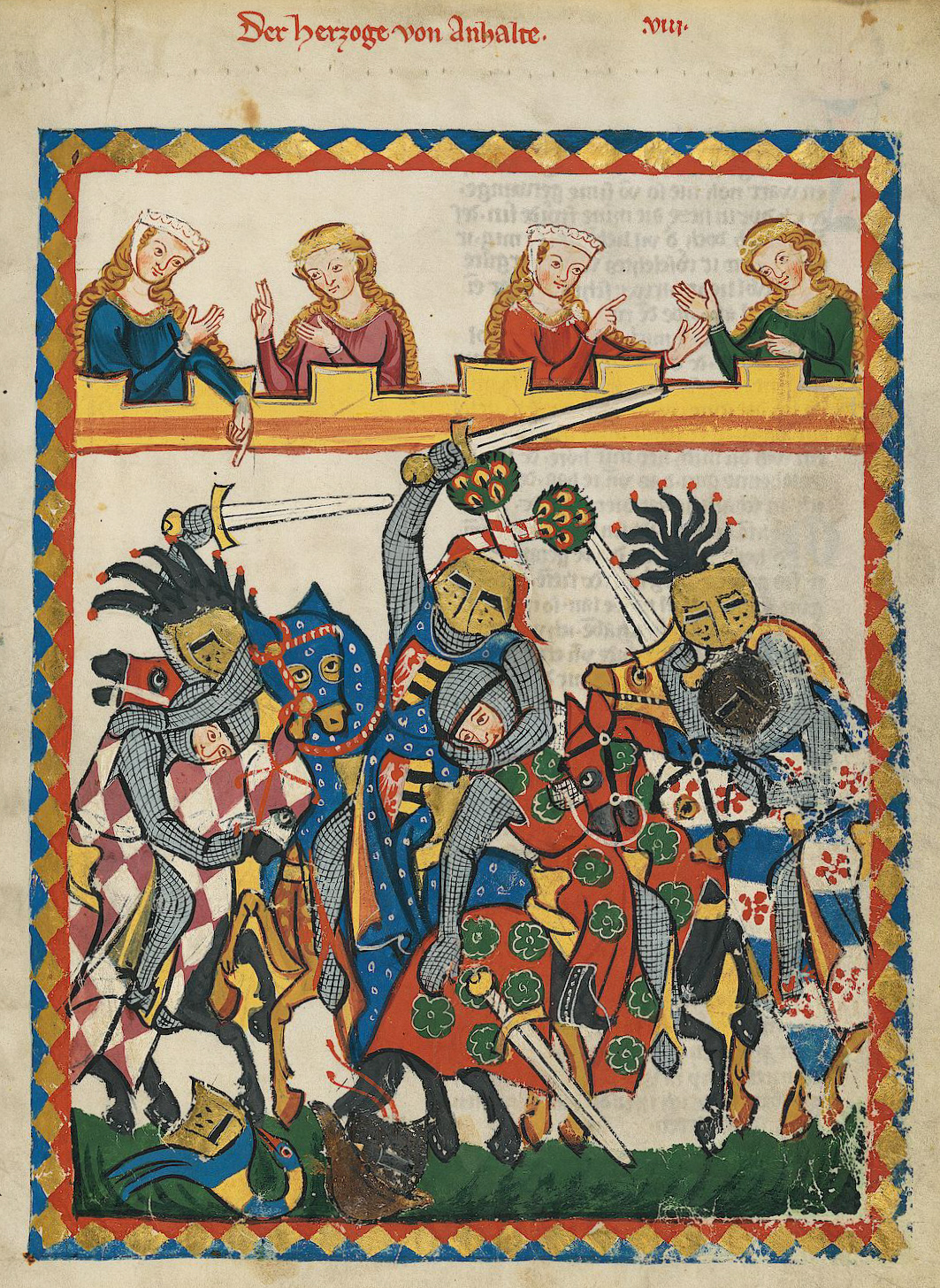
Miniature d'un tournoi de chevalerie.

Jean de Brienne, futur roi de Jérusalem et empereur latin de Constantinople, fils cadet du comte de Brienne Érard II, avait été très tôt destiné contre son gré par son père à la vie ecclésiastique. Afin de se dérober à ce destin, il s'enfuit du château de Brienne et trouve refuge à l'abbaye de Clairvaux. Là, il est reconnu par son oncle Simon de Broyes, seigneur de Châteauvillain, qui le recueille chez lui,.
Tous deux apprennent alors ensemble le métier des armes et s'illustrent dans plusieurs tournois de chevalerie où ils gagnent en renommée et en richesse,.

### Début de carrière

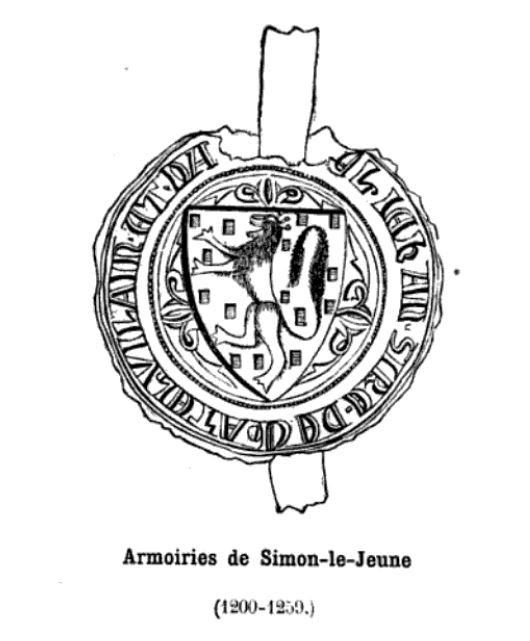
Sceau de Simon de Châteauvillain.

À la mort de son père Hugues III de Broyes en 1199, son demi-frère aîné hérite de la seigneurie la plus importante, celle de Broyes, qui est également la seigneurie dont sa famille tire son nom, tandis que Simon le Jeune hérite de celles de Châteauvillain, Arc-en-Barrois, Baye, Nesle et Villenauxe, qui étaient assignées en douaire à sa mère.
Dès la mort de son père, Simon fait suivre son nom du sobriquet le Jeune afin de le différencier de son demi-frère aîné qui porte également le prénom de Simon,. De même, il abandonne le nom de Broyes pour celui de Châteauvillain et devient la tige de la maison de Châteauvillain issue de la maison de Broyes. Il abandonne également le blason de la famille de Broyes, d'azur aux trois broyes d'or, pour s'en approprier un nouveau, de gueules semé de billettes d'or au lion du même brochant sur le tout, probablement inspiré de celui de la maison de Brienne mais avec des couleurs différentes,.

### Guerre de Succession de Champagne

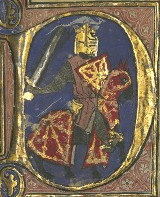
Le comte de Champagne.

Lors de la guerre de succession de Champagne, il fait partie des partisans d'Érard de Brienne, dont il était cousin, et de sa femme Philippa de Champagne, contre la comtesse Blanche de Navarre et son fils Thibaut,.
En 1217, le pape Honorius III exhorte Érard de Brienne et ses partisans, dont Simon, à faire la paix avec Blanche de Navarre sous peine d'excommunication. Mais cette paix ne dure pas et les hostilités reprennent quelques mois plus tard. Le pape Honorius III fulmine alors l'excommunication d'Érard de Brienne et de ses alliés.
En juin 1218, Blanche de Navarre et le duc de Bourgogne Eudes III, alors en marche pour attaquer la ville de Nancy car le duc de Lorraine compte parmi les plus puissants soutiens d'Érard de Brienne, attaquent tour à tour les châteaux de Châteauvillain, de Clefmont et de Joinville. Simon prend part à ces batailles et défend ses états mais est défait vers juin 1218 et doit se soumettre et faire hommage à la comtesse Blanche et à son fils Thibaut. La guerre menée contre Simon dut être terrible car Érard de Brienne fait plus tard appelle au pape de la guerre menée contre son cousin,

### Fondation du prieuré de Vauclair

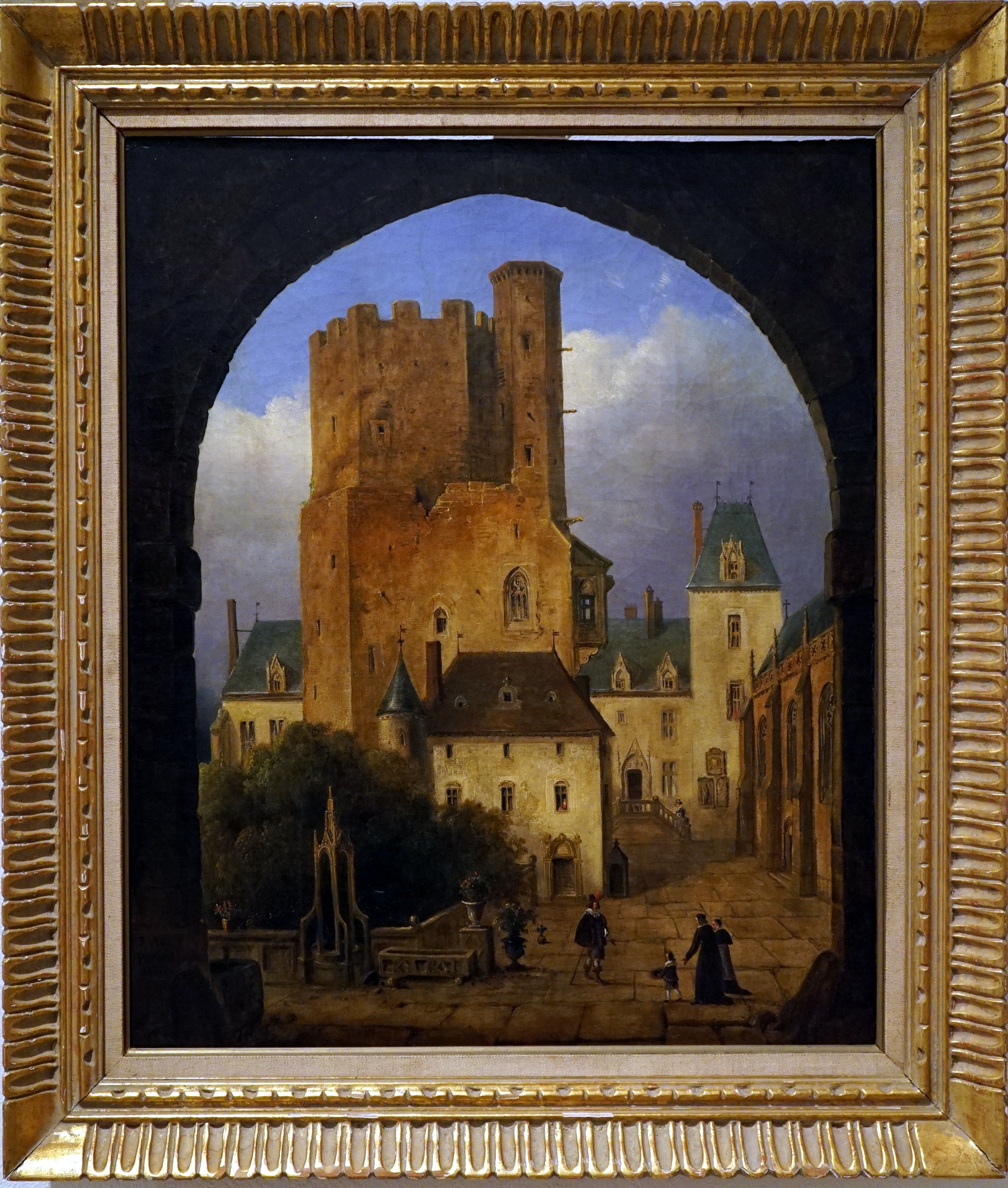
Vue du château de Châteauvillain par François Alexandre Pernot.

En 1219, il fonde le prieuré de Vauclair sur l'Aujon, à l'ouest du bourg de Giey-sur-Aujon, et dépendant de l'ordre du Val des Choues,.
Certains auteurs du XIXe siècle ont indiqué que ce prieuré avait été fondé en 1260 par Jean de Chateauvillain, fils de Simon, mais il s'agit certainement d'une confusion avec une donation de Jean en augmentation du don de son père.

### Rapports avec le comte de Champagne
Peu après son accession à la seigneurie de Châteauvillain en 1199, il entre en querelle avec le comte de Champagne Thibaut III car, bien que reconnaissant que ses terres soient fiefs de Champagne, il estime tenir ses fiefs directement de son demi-frère aîné Simon de Broyes alors que le comte soutient qu'il les tient de lui-même. Le dispute se règle contre trente livrées de terre par an en échange de l'allégeance de Simon.
En 1224, il concourt avec les plus grands seigneurs champenois à l'ordonnance de Champagne sur le règlement de partage des fiefs entre enfants mâles

### Rapports avec le duc de Bourgogne
Bien que vassal du comte de Champagne, Simon tient également des fiefs du duc de Bourgogne et de l'évêque de Langres.
En 1245, le duc Hugues IV de Bourgogne permet ainsi à Simon de reprendre sa maison-forte de Courcelles, que Jean de Courcelles tenait lui-même en fief de Simon, avec quarante pieds de terre autour et de la fermer et d'y creuser des fossés,,. L'année suivante, Simon prête hommage à l’évêque de Langres pour cette maison-forte  qui ne pourra être enlevée aux seigneurs de Châteauvillain sans l'assentiment des évêques,.

### Arts et lettres

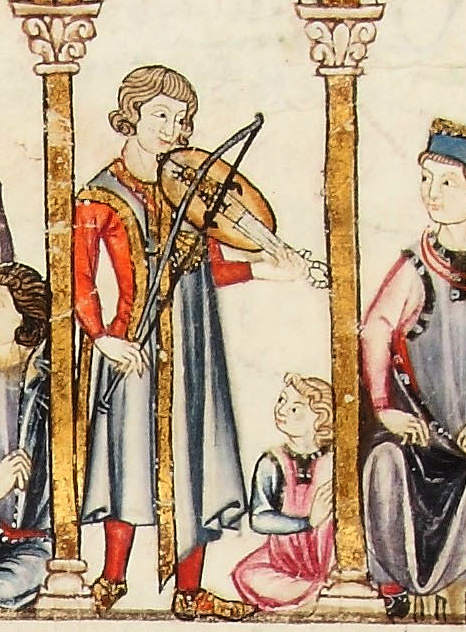
Un joueur de vièle, enluminure ornant les Cantigas de Santa Maria, XIIIe siècle.

Simon semble avoir encouragé l'art des chansonniers sur ses terres, car un poète, dont l'histoire n'a pas retenu le nom et qui est surnommé le trouvère de Choiseul, à qui il avait offert une robe le remercie à travers une de ses œuvres :

« Devers Chastelvilain
Me vient la robe au main
Com un ostours vorrois
Bon jour doint Dex demain
Le seignor que tant aim. »

Néanmoins, le trouvère semble également faire part d'une certaine ironie envers Simon en se moquant de ses déboires.
Toutefois, cette chanson n'est pas datée avec exactitude, et il n'est pas impossible que le seigneur de Choiseul en question soit Jean Ier, fils et successeur de Simon.

### Fin de vie
Simon de Châteauvillain meurt avant janvier 1260 et est inhumé dans l'église du prieuré de Vauclair. C'est son fils Jean Ier de Châteauvillain lui succède alors.
Son épouse Alix de Semur lui survit et meurt après août 1270 puis est également inhumée au prieuré de Vauclair.

## Famille

### Mariage et enfants

Blason des seigneurs de Semur-en-Brionnais.

Avant octobre 1225, il épouse Alix de Semur, fille de Dalmas de Semur, seigneur de Luzy, et de son épouse Béatrix de Vignory, avec qui il a au moins quatre enfants, :
- Jean Ier de Châteauvillain, qui succède à son père comme seigneur de Châteauvillain et qui épouse Jeanne de Milly, fille de Gui de Milly et d'Agnès de Reynel, d'où postérité ;
- Agnès de Châteauvillain, qui épouse Guillaume III de Joigny, fils de Guillaume II de Joigny et d'Isabelle de Noyers, d'où postérité ;
- Jeanne de Châteauvillain, citée dans le testament de sa mère en août 1270 ;
- Marie de Châteauvillain qui épouse Thiébaud de Neuchâtel Bourgogne, d'où postérité.

Alix de Semur survit à son époux et meurt après août 1270 où elle est également inhumée au prieuré de Vauclair.
Certains historiens du XIXe siècle ont d'abord pensé que l'épouse de Simon était Alix de Pleurs,, mais il s'agit très certainement d'une erreur due à une mauvaise interprétation d'André Du Chesne.